# 毛萼康定糙苏
毛萼康定糙苏（学名：Phlomis tatsienensis var. hirticalyx）为唇形科糙苏属下的一个变种。